# Sinica płucna
Sinica płucna – odmiana sinicy, spowodowana słabym utlenowaniem krwi na skutek zaburzenia czynności płuc, na przykład w zapaleniu płuc, pylicach, astmie i innych chorobach. Od sinicy centralnej pochodzenia sercowego lub wynikającej z methemoglobinemii albo sulfhemoglobinemii odróżnia ją reakcja chorego na oddychanie czystym tlenem, mianowicie sinica płucna ustępuje.